# Philipp Wollscheid
Philipp Wollscheid (6 de março de 1989) é um ex-futebolista alemão que atuava como zagueiro.

## Carreira
Wollscheid começou a carreira no SV Rot-Weiss Hasborn.